# Cnaeus Servilius Geminus
Cnaeus Servilius Geminus (†Cannae, Kr. e. 216. augusztus 2.) ókori római politikus és hadvezér, az előkelő patricius Servilia gens Geminus családjának tagja volt. Apja, Publius Servilius Geminus Kr. e. 252-ben és Kr. e. 248-ban is consuli hivatalt viselt.
Ahogy apja az első, úgy ő a második pun háború idején viselte a Római Köztársaság legfőbb hivatalát. Kr. e. 217-ben Caius Flaminius kollégájaként foglalta el hivatalát, tartományul pedig Galliát kapta meg, ám seregét végül átadta Fabius Maximus dictatornak, és tengerre szállt, míg kollégája vereséget szenvedett Hannibaltól a trasimenusi csatában. Geminus közben Szardínia és Korzika körül üldözte a punok flottáját, és minden útjába eső településen túszokat szedett. Végül átkelt Afrikába. Végigdúlta Meninx szigetét, a szemközti Cercinától pedig 10 talentumnyi sarcot szedett be. Az afrikai partokon szintén fosztogattak és dúltak a katonái, ám a helyiek végül meglepték őket, és körülbelül ezret meggyilkoltak közülük.
Geminus ekkor visszatért Szicíliába, ahol hajóit Publius Surára bízta, míg ő maga gyalogszerrel indult haza a dictator hívására. Ősszel átvette Minutius serege felett a parancsnokságot, és új kollégájával, Marcus Atilius Regulusszal együtt folytatta a Hannibal elleni hadműveleteket, de gondosan kerülte az összecsapást. Imperiumát meghosszabbították Kr. e. 216-ra is, ekkor Lucius Aemilius Paullusszal együtt ellenezte a döntő összecsapás vállalását. A cannaei csatában végül a római sereg zöme megsemmisült, és Geminus is elesett.